# Otto Leibauer
Otto Leibauer (ur. 1894, zm. ?) – zbrodniarz nazistowski, członek załogi niemieckiego obozu koncentracyjnego Mauthausen-Gusen i SS-Scharführer.

## Życiorys
Z zawodu kupiec. Członek NSDAP i Waffen-SS. Pełnił służbę w obozie Mauthausen od 1 maja 1942 do 1 lutego 1943. Natomiast od maja 1944 do maja 1945 pełnił służbę w Linz III, podobozie KL Mauthausen. Był tam kolejno strażnikiem, asystentem kierownika kantyny i Blockführerem. Leibauer maltretował podległych mu więźniów. Wielu pobił gumowym kablem tak dotkliwie, że trafili do obozowego szpitala.
Po zakończeniu wojny Leibauer zasiadł na ławie oskarżonych w procesie załogi Mauthausen-Gusen (US vs. Hans Bergerhoff i inni), który toczył się przed amerykańskim Trybunałem Wojskowym w Dachau. 23 czerwca 1947 został on skazany na karę śmierci przez powieszenie. W wyniku rewizji wyroku 26 lutego 1948 karę zmniejszono do 20 lat pozbawienia wolności ze względu na niską pozycję zajmowaną przez skazanego w administracji obozu Linz III.